# Ornette Coleman
Ornette Coleman   (Fort Worth, 9 de març de 1930 - Manhattan, 11 de juny de 2015), nascut com a Randolph Denard Ornette Coleman, fou un saxofonista, trompetista, violinista i compositor estatunidenc. Figura fundacional de l'avantguarda del jazz amb un quartet que comptava, entre d'altres, amb Don Cherry, les seves innovacions en l'àmbit del free jazz van ser tan revolucionàries com fortament controvertides.

## Biografia
Inspirat en els seus orígens per Charlie Parker, va començar a tocar el saxofon alt als 14 anys i el tenor dos anys després. Les seves primeres experiències musicals van ser en bandes texanes de R&B, entre les quals estaven les de Red Connors i Pee Wee Crayton, però la seva tendència a ser original estilísticament li va comerciejar hostilitats entre les audiències i els músics. Coleman es va traslladar a Los Angeles al començament dels cinquanta, on va treballar com a tècnic d'ascensors mentre estudiava llibres de música.
Va conèixer músics amb aspiracions similars quant a l'originalitat: Don Cherry, Charlie Haden, Ed Blackwell, Bobby Bradford, Charles Moffett i Billy Higgins, però no va ser fins a 1958, després de nombrosos intents de tocar amb els millors músics de Los Angeles, en què Coleman va aconseguir un nucli d'artistes amb els quals poder tocar la seva música. Va aparèixer durant un breu període com a membre del quintet de Paul Bley en el Hillcrest Club i va gravar dos discos per Contemporary. Amb l'ajuda de John Lewis, Coleman i Cherry van entrar en la Lenox School of Jazz el 1959, i van estar durant un llarg període en el Five Espot de Nova York, etapa que va alertar al món del jazz sobre l'arribada d'una nova i radical forma de fer jazz.
Als anys 60 va revolucionar l'escena musical amb l'àlbum d'estudi, "Free jazz: a collective improvisation" (1960), que va posar les bases del nou moviment i fins i tot li va donar nom: el free jazz.